# Manuel Vignardel
Manuel Vignardel fue un abogado argentino que se desempeñó brevemente como gobernador del Territorio Nacional de Santa Cruz entre 1909 y 1910.

## Biografía
Oriundo de Buenos Aires, era doctor en leyes. Se trasladó a Río Gallegos inicialmente tras la proposición de ser secretario de la gobernación del gobernador Mariano N. Candioti, abandonando su actividad como abogado para desempeñarse como funcionario público.
En 1909 fue designado gobernador del Territorio Nacional de Santa Cruz por el presidente José Figueroa Alcorta, tras ser intervenido el anterior titular del cargo, Mariano Candioti. Permaneció en el cargo hasta diciembre de 1910, tras la intervención ordenada por el Ministerio del Interior de la Nación. Si bien luego se lo repuso en el cargo, no regresó al territorio y permaneció en Buenos Aires. Durante su gestión, su secretario fue Francisco Cruz, sobrino de Juan Bautista Alberdi. Se inició la construcción del puente de Güer Aike y se estableció la comisión de fomento de Puerto Santa Cruz.